# Мендавія
Мендавія (ісп. Mendavia) — муніципалітет в Іспанії, у складі автономної спільноти Наварра. Населення — 3814 осіб (2009).
Муніципалітет розташований на відстані близько 260 км на північний схід від Мадрида, 60 км на південний захід від Памплони.
На території муніципалітету розташовані такі населені пункти: (дані про населення за 2009 рік)
- Імас: 0 осіб
- Мендавія: 3814 осіб

## Демографія
Динаміка населення (INE ):

## Галерея зображень

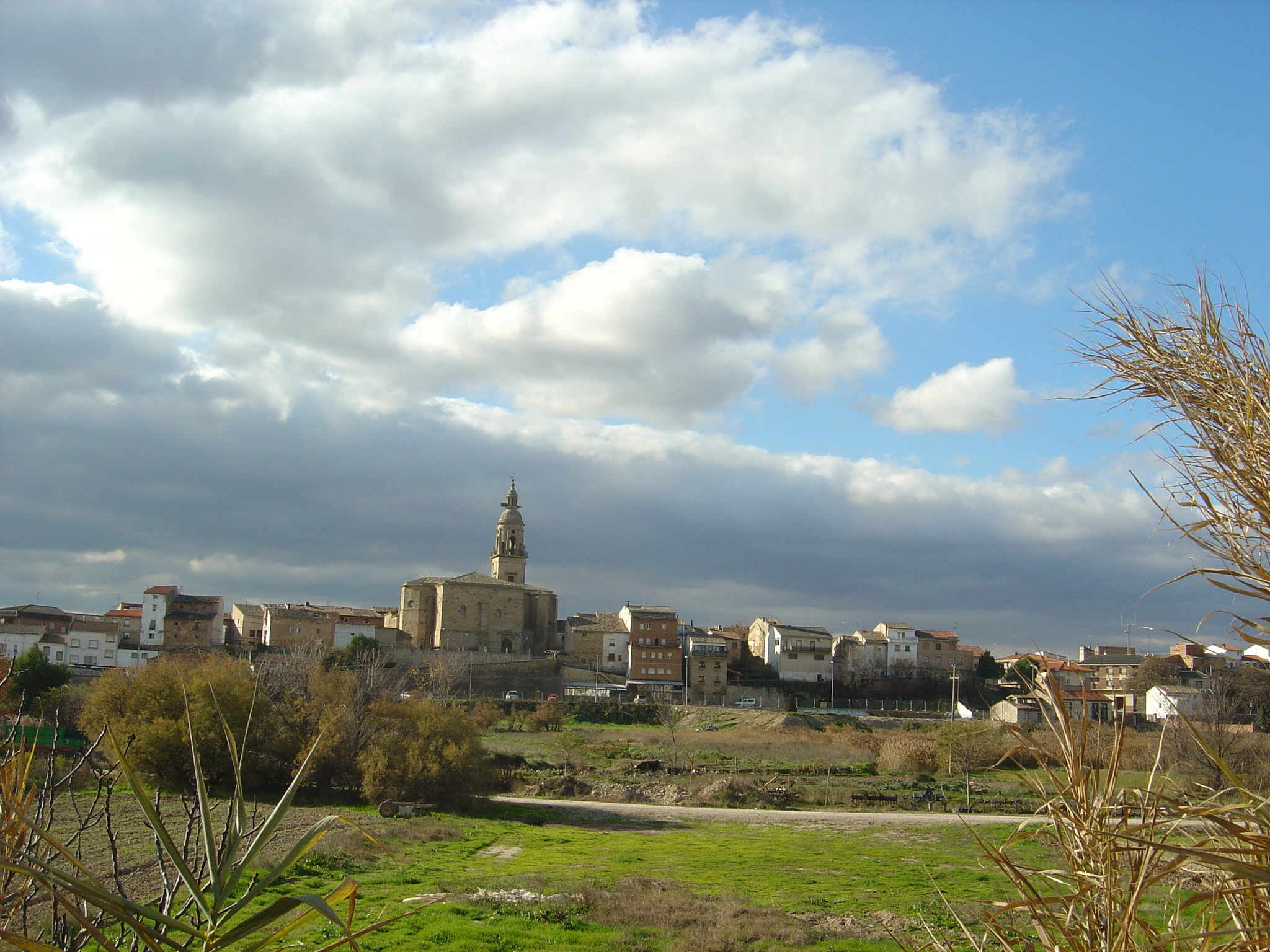
Мендавія
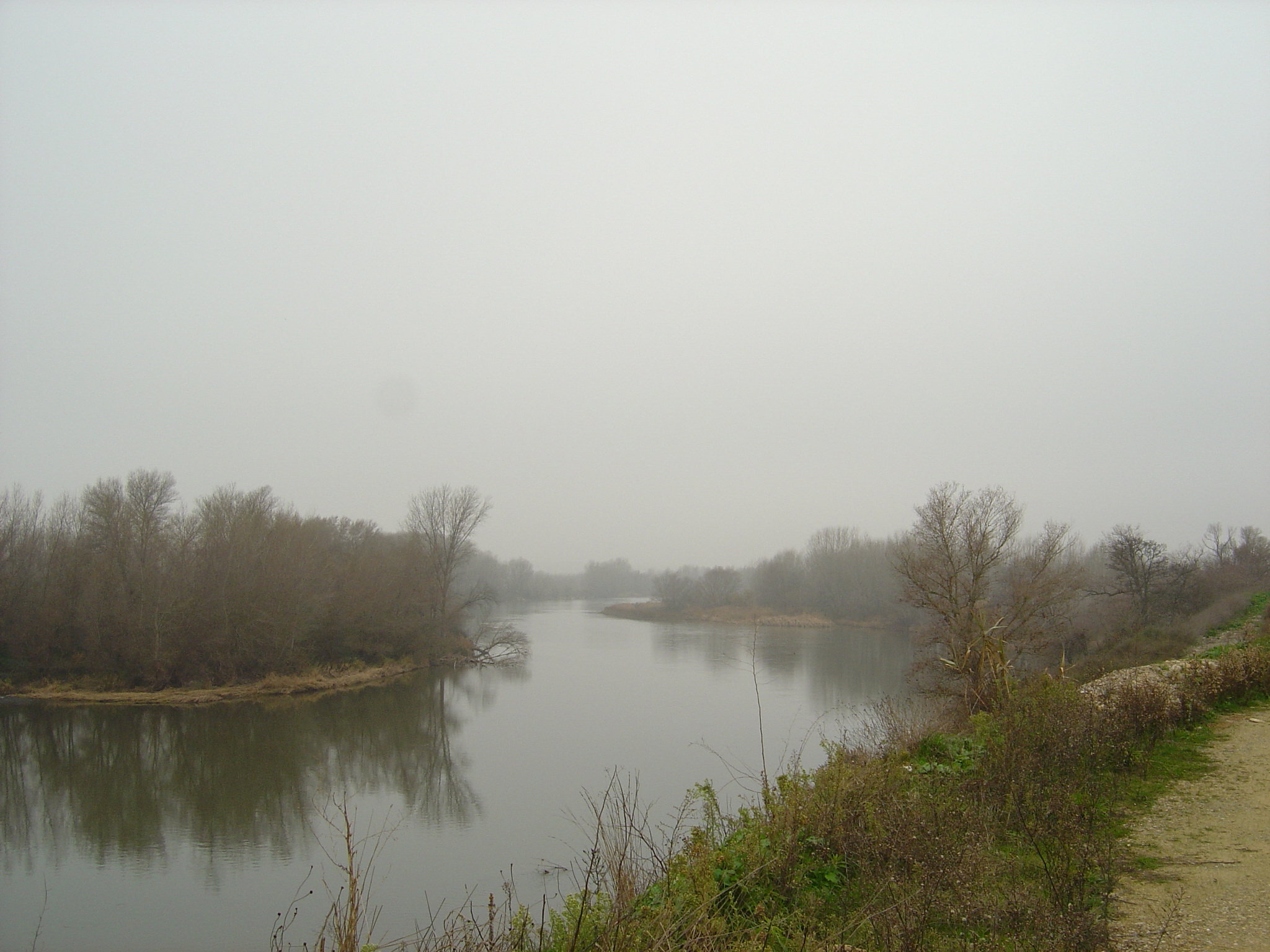
Ебро